# Ta chansen på Skansen
Ta chansen på Skansen var ett underhållningsprogram som sändes i Sveriges Television i fem delar under sommaren 1984, med Per Falkman som programledare.
Programmet var en lekfull landskapstävling där alla Sveriges landskap deltog med ett tremannalag. De fyra första programmen var kvalificeringstävlingar och i sista avsnittet var den stora finalen.
|   | Datum        | Tävlande landskap                                                          | Musikgäster                                                                          |
| - | ------------ | -------------------------------------------------------------------------- | ------------------------------------------------------------------------------------ |
| 1 | 30 juni 1984 | Hälsingland, Jämtland, Skåne, Västmanland, Öland & Östergötland.           | Herreys                                                                              |
| 2 | 7 juli 1984  | Blekinge, Bohuslän, Gotland, Härjedalen, Uppland & Ångermanland.           | Ann-Louise Hanson och John Ballard                                                   |
| 3 | 14 juli 1984 | Dalsland, Gästrikland, Halland, Lappland, Värmland & Västergötland.        | Hasse Andersson och Kvinnaböske Band                                                 |
| 4 | 21 juli 1984 | Dalarna, Medelpad, Närke, Småland, Södermanland & Västerbotten/Norrbotten. | Kikki Danielsson                                                                     |
| 5 | 28 juli 1984 | Dalsland, Västerbotten/Norrbotten, Ångermanland & Östergötland.            | Carola Häggkvist, Jahn Teigen, Anita Skorgan, Gösta Linderholm och gruppen Isterband |